# Gunnar Guillermo Nielsen
Gunnar Guillermo Nielsen (Posadas, Argentina, 12 de octubre de 1983) es un exjugador y exentrenador de fútbol argentino. En su etapa como jugador profesional se desempeñaba como centrocampista.

## Biografía
Gunnar Guillermo Nielsen nació el 12 de octubre de 1983 en Posadas, provincia de Misiones, Argentina. Su carrera como futbolista comenzó en el Club Deportivo Guaraní Antonio Franco de su ciudad natal. A sus 17 años, tuvo la chance de probarse en el fútbol italiano, precisamente en el Cologna Veneta, una filial del Verona. Después de unos meses, por problemas de ciudadanía, debió regresar a Misiones para terminar la secundaria. Rápidamente, se le dio la posibilidad de probarse en las inferiores de Boca Juniors, pero no permaneció mucho tiempo en el club y volvió a Guaraní Antonio Franco. Su último partido con el equipo misionero fue en diciembre de 2002 contra Tigre de Santo Pipó, en un encuentro clasificatorio para el Torneo Argentino B. Su equipo estaba ganando pero se lo dieron vuelta en el segundo tiempo. Esto provocó fastidio en Gunnar y pensó en dejar el fútbol. Sin ninguna motivación, le surgió otra inesperada posibilidad: Gunnar tiene un primo que vive desde hace mucho tiempo en Dinamarca, y entró en contacto con este para probar suerte en el país nórdico. El país no le pareció tan remoto debido a que su abuelo era danés. Ya en Dinamarca, llegó al Kolding FC, club de la tercera división dirigido por el entonces entrenador campeón de la Eurocopa 1992 con Dinamarca, Richard Møller Nielsen. Luego de cinco meses, fue fichado por el Aarhus GF, club de la Superliga danesa. Después de una buena temporada con el equipo, el ÍF Fuglafjørður de las Islas Feroe se interesó en él. En un principio se negó, pero finalmente aceptó la propuesta cuando le ofrecieron un contrato cien por ciento profesional. Después de jugar tres años en las Islas Feroe (ÍF Fuglafjørður, GÍ Gøta y KÍ Klaksvík), regresó a Dinamarca para jugar en el FC Fredericia, y retornó al Kolding FC en 2010. Jugó la temporada 2011 en el equipo sueco Kristianstads FF y en 2012 fichó por el Östers IF. Tras su etapa en Suecia, volvió a Dinamarca para jugar en el IF Skjold Birkerød. En 2014, fichó por el Hillerød GI. Tras una lesión que lo alejó de las canchas por varios meses, comenzó a ayudar al entonces cuerpo técnico del equipo, hasta que terminó convirtiéndose en el entrenador. Cuando se recuperó de la lesión, volvió a jugar, sin dejar el cargo de entrenador. Se retiró como jugador en el FC Sønderborg en 2017, para luego ser entrenador del equipo.

## Clubes

### Como jugador
| Club                      | País        | Año       |
| ------------------------- | ----------- | --------- |
| Guaraní Antonio Franco    | Argentina   | 1999-2000 |
| Cologna Veneta            | Italia      | 2000      |
| Boca Juniors (inferiores) | Argentina   | 2000-2001 |
| Guaraní Antonio Franco    | Argentina   | 2002      |
| Kolding FC                | Dinamarca   | 2003      |
| Aarhus GF                 | Dinamarca   | 2003-2004 |
| ÍF Fuglafjørður           | Islas Feroe | 2004-2005 |
| GÍ Gøta                   | Islas Feroe | 2006      |
| KÍ Klaksvík               | Islas Feroe | 2007      |
| FC Fredericia             | Dinamarca   | 2008-2009 |
| Kolding FC                | Dinamarca   | 2010-2011 |
| Kristianstads FF          | Suecia      | 2011      |
| Östers IF                 | Suecia      | 2012      |
| IF Skjold Birkerød        | Dinamarca   | 2012-2014 |
| Hillerød GI               | Dinamarca   | 2014-2017 |
| FC Sønderborg             | Dinamarca   | 2017      |

### Como entrenador
| Club          | País      | Año       |
| ------------- | --------- | --------- |
| Hillerød GI   | Dinamarca | 2014-2017 |
| FC Sønderborg | Dinamarca | 2017-2018 |